# Гарадочко побрђе
Гарадочко или Городочко побрђе (блр. Гарадоцкае ўзвышша; рус. Городо́кская возвы́шенность) моренско је узвишење у североисточном делу Витепске области, на северу Републике Белорусије. Налази се у подручју између Полацке и Сурашке низије и долине Западне Двине и физичко-географска је целина регије Белоруског појезерја. Простире се преко територија Шумилинског и Гарадочког рејона.
Територија је то благо заталасана, површине око 3.000 км², са надморским висинама између 135 и 263 метра. Површинским рељефом доминирају моренска узвишења благих страна међусобно раздвојена плитким депресијама које су местимично ујезерене. У нижим деловима нису ретке мочваре и тресаве.
Хидрографска мрежа овог дела Белорусије припада систему Западне Двине и у мањој мери Ловата. Највећа језера су Језеришче, Кашо, Вимна и Заронава.